# سیارک ۲۰۵۲۸
سیارک ۲۰۵۲۸ (به انگلیسی: 20528 Kyleyawn، نامگذاری:1999RL50) بیست هزار و پانصد و بیست و هشتمین سیارک کشف شده‌است که در ۷ سپتامبر ۱۹۹۹ کشف شد.
قدر مطلق سیارک برابر ۱۷.۸ است.